# Brzóstowa
Brzóstowa is een plaats in het Poolse district  Ostrowiecki, woiwodschap Święty Krzyż. De plaats maakt deel uit van de gemeente Ćmielów en telt 720 inwoners.

## Verkeer en vervoer
- Station Brzustowa Opatowska